# Бескрајна ноћ Моли Блум
„Бескрајна ноћ Моли Блум” је југословенски кратки филм из 1981. године. Режирао га је Милош Спасојевић а сценарио је написао Зоран Поповић.

## Улоге
| Глумац             | Улога |
| ------------------ | ----- |
| Александра Николић |       |